# Radio des Nations unies

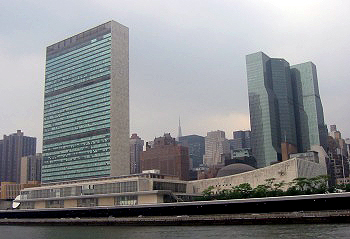
United Nations HQ - New York City

La Radio des Nations unies est le service de diffusion radiophonique international de l’Organisation des Nations unies créé en 1946. La diffusion fait partie du réseau WRN.
La radio produit 1 200 reportages par an.

## Objectif
La station de radio est la voix des Nations unies, et son but est de promouvoir « les idéaux universels des Nations unies, y compris la Paix, le respect des Droits de l’Homme, l’égalité des sexes, la tolérance, le développement économique et social, et le respect du droit international ».

## Histoire
La station est créée en 1946. Toutefois, en l'absence de moyens de diffusion, elle doit faire appel à d'autres diffuseurs comme la division de la diffusion internationale du département d'État américain, et la BBC. De 1953 à 1985 la radio utilise le temps de diffusion de Voice of America. Les émissions se faisaient dans les cinq langues officielles : anglais, chinois, espagnol, français et russe. Durant les années 1950, 1960 et 1970 elle diffuse aussi régulièrement en ondes courtes et produit des programmes en 33 langues. En 1984 elle en produit 2 000 par an en 25 langues. En 1985 elle cesse sa collaboration avec la Voix de l'Amérique et utilise les services de diffuseurs africains, asiatiques, latino-américains et caribéens.

## Langues de diffusion
- Anglais
- Arabe
- Chinois
- Espagnol
- Français
- Russe
- Portugais
- Swahili
- Bengali